# Acostemma phylia
Acostemma phylia är en insektsart som beskrevs av Evans 1959. Acostemma phylia ingår i släktet Acostemma och familjen dvärgstritar. Inga underarter finns listade i Catalogue of Life.